# シグナトリー・ヴィンテージ
シグナトリー・ヴィンテージ（Signatory Vintage）は、エディンバラのニューヘイブンに本社を置くスコットランドの会社。独立系のウイスキー・ボトラーである。アンドリュー・シミントンが1988年に設立。

## 概要
設立から約20年で、同社は世界第2位のインディペンデント・ボトラーに成長した。
同社は、閉鎖された蒸溜所やオフィシャルボトリングを販売していない蒸溜所のシングルモルトを販売することから始まった。また、シングルカスクとカスクストレングスの専門店でもあった。
1992年以来、シグナトリー・ヴィンテージは独自のボトリングラインを所有している。
2002年、シグナトリー・ヴィンテージはスコットランド最小の蒸留所であるエドラダワーを買収し、自社蒸留所のオーナーとなった。

## 製品
日本正規輸入元、ボニリ・ジャパンのデータ参照
- オリジナル43%コレクション（43% Vintage Collection） - 国内様々な蒸留所から集めた原酒をアルコール度数43%にて瓶詰め　熟成期間：～20年
- カスク・ストレングスコレクション（Cask Strength Collection） - 加水を一切行わず、 樽出しアルコール度数にて瓶詰め　熟成期間：～35年
- アンチルフィルタードコレクション（Un-chill filtered Collection） - 冷却濾過（チルフィルター）を行わず、アルコール度数46%にて瓶詰め
- レア・レゼルブコレクション（Rare Reserve Collection） - 限定シリーズ: 入手困難な古いモルトを樽ごと瓶詰め
- ホッグスヘッド・ブレンテッド・モルト（Hogshead Blended Malt） - アイラとハイランドのフレンドシリーズ、（バッチ毎にブレンド内容は異なる） 近年のシリーズはカリラ・ブナハーブン・マッカランを中心にその他幾つかのハイランドモルトをブレンド
- サイミントンズ・チョイス（Symington's Choice） - 2023年リリースの新・限定シリーズオーナー/アンドリュー・サイミントンが選ぶ、稀少カスクをボトリング